# Мариан Лазаров
Мариан Лазаров е български тенисист роден на 18 октомври 1962 г. в София. Състезател за Купа Дейвис. За отбора на България за Купа Дейвис има 4 победи и 3 загуби.
Треньор е в тенис школа в Линц Австрия, където се занимава предимно с децата.